# АО Ватикан
«АО Ватикан» (итал. Vaticano S.p.A.) — опубликованная в 2009 году книга итальянского журналиста Джанлуиджи Нуцци по материалам его расследования на основании секретных документов Ватикана о финансовых и политических скандалах в структурах католической церкви. Часто встречается русский перевод названия книги «Акционерное общество Ватикан», однако в оригинале используется аббревиатура S.p.A., то есть Società per azioni (Акционерное общество) — следовательно, корректный русский перевод также должен содержать аббревиатуру.

## Структура
Книга начинается с обращения автора к читателям Questo libro (Эта книга), в котором Нуцци сообщает, что получил в своё распоряжение огромный архив секретных документов Ватикана из рук игравшего большую роль в финансах католической церкви с 1974 по 1990-е годы монсеньора Ренато Дардоцци (скончался в 2003 году), и затем выражает свою уверенность в том, что пришло время всем узнать финансовые тайны Святого Престола. Дальнейший текст разделён на две части: Le carte segrete del Vaticano (Секретные документы Ватикана) и L’altra inchiesta. Il «Grande Centro» e i soldi della mafia (Другое расследование. «Большой центр» и деньги мафии), а также содержит благодарности и именной указатель.

## Содержание
Часть первая:
- Ascesa e caduta di Marcinkus (Взлёт и падение Марцинкуса) — о связях президента IOR в 1970—1984 годах епископа Марцинкуса со скандально известными банкирами Роберто Кальви и Микеле Синдоной[итал.], о кризисе IOR после краха Banco Ambrosiano[итал.] в 1982 году.
- Firma autorizzata: Andreotti Giulio (Заверенная подпись: Андреотти Джулио) — о существовании в IOR секретного счёта, которым управлял в интересах премьер-министра Италии Джулио Андреотти личный секретарь Марцинкуса епископ Де Бонис[итал.].
- Lo Ior parallelo (Параллельный IOR) — о системе офшоров, построенной в 1992 году епископом Де Бонисом[итал.].
- Enimont. La maxitangente (Enimont[итал.]. Максивзятка) — об участии президента IOR в 1989—2009 годах Анджело Калойа[итал.] в финансовых операциях обанкротившейся в 1991 году химической компании Enimont[итал.], которая привлекла внимание общественности в ходе операции «Чистые руки» в связи с нелегальным финансированием политических партий[итал.] на сумму 150 млрд. лир, об «отмывании» взяток в IOR.
- Enimont. Il Depistaggio (Enimont[итал.]. Обман)
- Enimont. Le coperture (Enimont[итал.]. Операция прикрытия)
- Truffe e ricatti nei sacri palazzi (Мошенничество и шантаж в Ватиканских дворцах)
- I soldi del papa e lo Ior dopo de Bonis (Деньги Папы и IOR после Де Бониса[итал.])

Часть вторая:
- Il golpe porpora (Путч епископов) — о неосуществившихся планах использования церковью в 1998 году «отмытых» фондов для финансирования так называемого «Большого центра» — первой в истории Второй республики[итал.] демо-христианской коалиции с участием Итальянской народной партии, Христианско-демократического центра[итал.], Объединённых христианских демократов[итал.], Новой христианской демократии (Nuova Democrazia Cristiana) и «Итальянское обновление», о расследовании прокуратурой Рима этих событий вплоть до 2005 года.
- Lo Ior, quei soldi per Provanzano (Деньги IOR для Прованцано)

## Реакция
Известный комик и политик Беппе Грилло, давая отзыв о книге Нуцци в своём блоге, выразил уверенность, что послевоенную Италию можно понять, только разобравшись в интригах между мафией, масонами, Ватиканом и представителями Итальянского государства.